# 常田真太郎
常田 真太郎（ときた しんたろう、1978年2月25日 - ）は、日本のキーボーディスト、音楽プロデューサー。音楽ユニットスキマスイッチでピアノ、コーラス、オルガン、トータルサウンドトリートメントを担当。
愛知県名古屋市緑区出身。エキシビションマッチ専門サッカーチームSWERVESの代表も務める。

## 来歴
1978年
- 2月25日、愛知県名古屋市緑区にて2人姉弟の長男として生まれる。

1990年
- 名古屋市立神沢中学校に入学。

1992年
- 『ドラゴンクエスト』がきっかけで、初めてピアノに触れる。

1993年
- 愛知県立昭和高等学校に入学。

1996年
- 高校卒業と同時に上京し、音楽専門学校メーザー・ハウスに入学。
- 夏に出演したライブで、大橋卓弥と出会う（その時の印象について常田は「怖かった」と、非常に悪かったことを明かしている）。

1999年
- 大橋から曲のアレンジの依頼を受けたことがきっかけとなり、常田主導でスキマスイッチ結成。

2003年
- 7月9日、『view』でメジャーデビュー。

2005年
- 8月9日、一般女性との入籍を発表。

2007年
- 第1子誕生。

2008年
- それまでトレードマークであったアフロヘアを卒業。
- 6月11日、自身初となる劇場版サウンドトラック『「ダイブ!!」オリジナル・サウンドトラック』を発売。

2019年
- 11月16日、第61回日本レコード大賞の審査委員会において「青春」で編曲賞を受賞（大橋と同時受賞）。

2020年
- 4月8日、NexTone Award 2020において「奏（かなで）」の著作者としてGold Medalを受賞（大橋と連名での受賞）。

2021年
- 8月3日、発起人として「一般社団法人P.A.A.S」を設立。

2022年
- 5月20日、長野県白馬村地域の活性化を目的として絶景人工芝サッカー多目的球技グラウンド「Acalie HAKUBA MIRAIフィールド」をプロデュースしたことを発表。

## 人物
- 血液型O型、身長176.5 cm、体重85 kg[要出典]。既婚。
- 幼少期から中学生時代にかけては、サッカーやスキー、野球などスポーツに夢中だった。高校では、1992年のバルセロナオリンピックでの古賀稔彦の金メダル獲得に感銘を受けたことから、柔道部に所属する。
- もともとは「引っ込み思案で人前に出ることが嫌いだった」が、モテたい一心から高校2年生の文化祭でバンドを組み、音楽に目覚めた[16]。
- 音楽に目覚めるまでの将来の夢は研究者であった。
- 専門学校を出た後は、いくつものバンドを掛け持ちながら、他アーティストの楽曲アレンジなどを手がけ、さらにインディーズレーベル「空間レコード」の経営も行っていた。
- スキマスイッチ結成前に組んでいたバンド名は「ロケットマンボウズ」。
- 姉は料理研究家の常田知里[17]。
- 昭和高校の同級生には、ヨツヤタカヒロ.（シンガーソングライター）、川島洋輔（作曲家）、高木洋一郎（シンガーソングライター）、福岡ナヲト（構成作家）、中江友紀（女優）らがいる。

### 趣味
- 非常に多趣味。特に好きなものとしてサッカーやドラえもん、ガンダム、鉄道を挙げている[18]。

#### サッカー
- 中学校でサッカー部を引退して以降、サッカーからは遠ざかっていたが、2000年頃に『ウイニングイレブン』の上達のために見たヨーロッパ選手権のビデオがきっかけでサッカー熱が再熱する[19]。
- サッカーチーム「SWERVES」（スワーブス）を設立し代表を務める。また、キャプテンとして自身もJリーグやなでしこリーグ等の前座試合やエキシビションマッチに原則無償で出場している[15][20]。
- アーティストながら、「サッカー日本代表応援芸人」として『アメトーーク!』に出演したり、コメンテーターとしてNHKの『サタデースポーツ』やJリーグの公式YouTubeに出演したりしている[21][22][23]。
- また、「大好きなサッカーの再度の発展と白馬の活性化の両立」を目的として、長野県白馬村で絶景人工芝サッカー多目的球技グラウンド「Acalie HAKUBA MIRAIフィールド」のプロデュースを行った[15]。

#### ドラえもん
- ドラえもんの「生誕100年前」を記念して発売された「ドラえもん100」に登場している[24]。
- また、アニメ放送40周年を記念して制作された「ドラえもんのうた 40th」のアレンジを担当している[25]。

#### ガンダム
- ガンプラをきっかけにガンダムにハマったことを明かしている[26]。
- オススメは『機動戦士ガンダム0080 ポケットの中の戦争』[27]。
- ガンダム30周年記念イベント「ガンダムSUPER EXPO 東京2010」の「ガンプラサポーターズ オリジナルカラーリング企画」に参加し、自身でカラーリングしたガンプラを展示したこともある[28]。
- 2019年には「週刊プレイボーイ」のガンダム40周年企画で、芸能人ファン代表として声優の古谷徹と対談を行っている[26]。
- 映画『機動戦士ガンダム ククルス・ドアンの島』が公開する際にはコメントを寄せている[29]。

### 交友関係
- 交友関係も広く、各界に友人がいることも知られている。
- 特にサッカー選手の中村憲剛とはプライベートでも仲が良く、一緒に草サッカーをしたり、中村の引退の際に楽曲を提供したりしている[16]。また、メディアでの共演も多い[30][31]。
- 柔道家の野村忠宏とも交流があり、野村が主催する柔道教室にゲスト出演している[32]。
- キーボディストの篠田元一とは師弟関係にあたり、篠田の番組にゲスト出演したり、共同で若手キーボディストの育成プログラムイベントを開催したりしている[33][34][35]。
- 漫画「キングダム」の作者である原泰久と交流があり、作中の登場人物である「関常」は常田がモデルになっていることが明かされている[36]。

## 音楽性

### 影響
- 影響を受けたアーティストとして槇原敬之と小林武史、GRAPEVINEを挙げている[4]。
- 槇原敬之については、「EACH OTHER」を気に入ったことがきっかけで、槇原が作詞・作曲・編曲を全て自分で行っていることを知り、楽曲制作に興味を持ったとして、音楽を始めたきっかけとして挙げている[37]。
- 小林武史については、Mr.Childrenの『【es】 〜Theme of es〜』を聴いたことがきっかけで「小林武史みたいになりたい」と音楽の専門学校への進学を決めており、自身の音楽人生を方向づけた存在としている[4]。
- 映画音楽を意識したきっかけ作品として、『魔女の宅急便サウンドトラック集』を挙げている[4]。

### スキマスイッチ
- 自身の音楽活動の主軸であり、ピアノ、コーラス、オルガン、トータルサウンドトリートメントを担当。
- 楽曲制作においては、作詞・作曲・編曲の全てを大橋と共同で行っている。

### ソロ活動
- スキマスイッチとしての活動以外にも、自身のプライベートレーベル「doppietta」を立ち上げ、プロデュースワークにも精力的に取り組んでいる。
- 2008年限定で本格的にソロ活動を展開。

J SPORTS「プレミアリーグ」
2008年8月16日のサンダーランド対リバプール戦の中継にゲスト出演した。

## ディスコグラフィ

### サウンドトラック
| 発売日        | 作品名                                   | 備考                                                                      |
| ------------- | ---------------------------------------- | ------------------------------------------------------------------------- |
| 2008年6月11日 | 「ダイブ!!」オリジナル・サウンドトラック | 自身が全編の音楽を担当した、角川映画「DIVE!! ダイブ」のサウンドトラック。 |

## その他楽曲

### 個人名義の楽曲
| 発売日/発表日 | 曲名                                                  | 収録                             | 備考 |
| ------------- | ----------------------------------------------------- | -------------------------------- | --- |
| 2008年        | swerves                                               | 未音源化                         | FM802「SUNTORY The Diary of...」テーマ曲（2008年8月 - ） J SPORTS「プレミアリーグ」テーマ曲（2008年09月シーズン） 曲中の全楽器を担当している。        |
| 2008年        | タイトル不明                                          | 未音源化                         | RKB毎日放送・番宣テーマ曲 |
| 2009年        | REGI-EARTH                                            | 未音源化                         | CS放送 日テレG+「南米サッカーリベルタドーレスカップ」イメージソング                                                                                   |
| 2010年9月29日 | 僕はここにいる〜Theme of MASAYOSHI YAMAZAKI Tribute〜 | HOME〜山崎まさよしトリビュート〜 | 山崎まさよしの「僕はここにいる」のカバー。 オーケストラによるインスト楽曲となっており、アレンジを担当している。                                       |
| 2011年        | Pray for Japan                                        | 未音源化                         | 東日本大震災を受けて作曲したピアノ曲。 この楽曲をPray for Japanのホームページに提供する際、常田はオフィシャルサイトやファンクラブにも告知しなかった。 |
| 2014年7月18日 | フウガドールアンセム                                  | 未音源化                         | 日本フットサルリーグ・フウガドールすみだのために書き下ろしたアンセム。                                                                                |

### プロデュース・提供した楽曲
| 発売日/発表日  | 曲名                                                  | アーティスト名                                         | 収録 | 備考 |
| -------------- | ----------------------------------------------------- | ------------------------------------------------------ | --- | --- |
| 2005年11月23日 | 語り継ぐこと                                          | 元ちとせ                                               | 3rdアルバム『ハナダイロ』                                                                                        | 編曲を担当。 |
| 2006年3月22日  | 明かりの灯る方へ                                      | 松たか子                                               | 19thシングル「明かりの灯る方へ」、 7thアルバム『僕らがいた』                                                     | プロデュース作品。作詞作曲はスキマスイッチが担当。 |
| 2006年10月4日  | ハリケーン                                            | ソフテロ                                               | 1stミニアルバム『それでいてユニーク』                                                                            | プロデュース作品。 doppiettaの第1弾リリース作品。 |
| 2006年10月4日  | 傘を閉じるまで                                        | ソフテロ                                               | 1stミニアルバム『それでいてユニーク』                                                                            | プロデュース作品。 doppiettaの第1弾リリース作品。 |
| 2006年10月4日  | むねのうち                                            | ソフテロ                                               | 1stミニアルバム『それでいてユニーク』                                                                            | プロデュース作品。 doppiettaの第1弾リリース作品。 |
| 2006年10月4日  | お茶と白百合                                          | ソフテロ                                               | 1stミニアルバム『それでいてユニーク』                                                                            | プロデュース作品。 doppiettaの第1弾リリース作品。 |
| 2006年10月4日  | 夜間飛行                                              | ソフテロ                                               | 1stミニアルバム『それでいてユニーク』                                                                            | プロデュース作品。 doppiettaの第1弾リリース作品。 |
| 2006年10月4日  | 悪い夢                                                | ソフテロ                                               | 1stミニアルバム『それでいてユニーク』                                                                            | プロデュース作品。 doppiettaの第1弾リリース作品。 |
| 2006年12月6日  | SM                                                    | ステンレス                                             | 1stフルアルバム『おいしいパン』                                                                                  | トータルディレクターとして参加。 アルバム特設サイト に、大橋もコメントを寄せている。                                                                                        |
| 2006年12月6日  | ロージー                                              | ステンレス                                             | 1stフルアルバム『おいしいパン』                                                                                  | トータルディレクターとして参加。 アルバム特設サイト に、大橋もコメントを寄せている。                                                                                        |
| 2006年12月6日  | シマウマの人                                          | ステンレス                                             | 1stフルアルバム『おいしいパン』                                                                                  | トータルディレクターとして参加。 アルバム特設サイト に、大橋もコメントを寄せている。                                                                                        |
| 2006年12月6日  | ヴェルメイユ                                          | ステンレス                                             | 1stフルアルバム『おいしいパン』                                                                                  | トータルディレクターとして参加。 アルバム特設サイト に、大橋もコメントを寄せている。                                                                                        |
| 2006年12月6日  | 歩く歩く歩く                                          | ステンレス                                             | 1stフルアルバム『おいしいパン』                                                                                  | トータルディレクターとして参加。 アルバム特設サイト に、大橋もコメントを寄せている。                                                                                        |
| 2006年12月6日  | FOOT                                                  | ステンレス                                             | 1stフルアルバム『おいしいパン』                                                                                  | トータルディレクターとして参加。 アルバム特設サイト に、大橋もコメントを寄せている。                                                                                        |
| 2006年12月6日  | トレイントレイントレイン                              | ステンレス                                             | 1stフルアルバム『おいしいパン』                                                                                  | トータルディレクターとして参加。 アルバム特設サイト に、大橋もコメントを寄せている。                                                                                        |
| 2006年12月6日  | Juicy Fruity                                          | ステンレス                                             | 1stフルアルバム『おいしいパン』                                                                                  | トータルディレクターとして参加。 アルバム特設サイト に、大橋もコメントを寄せている。                                                                                        |
| 2006年12月6日  | 恋とポテト                                            | ステンレス                                             | 1stフルアルバム『おいしいパン』                                                                                  | トータルディレクターとして参加。 アルバム特設サイト に、大橋もコメントを寄せている。                                                                                        |
| 2006年12月6日  | さよならパレード                                      | ステンレス                                             | 1stフルアルバム『おいしいパン』                                                                                  | トータルディレクターとして参加。 アルバム特設サイト に、大橋もコメントを寄せている。                                                                                        |
| 2006年12月6日  | 神様がくれた季節                                      | ステンレス                                             | 1stフルアルバム『おいしいパン』                                                                                  | トータルディレクターとして参加。 アルバム特設サイト に、大橋もコメントを寄せている。                                                                                        |
| 2007年3月14日  | FLAVA FLAVA with 常田真太郎 from スキマスイッチ       | HOME MADE 家族                                         | 3rdアルバム『FAMILIA』                                                                                           | 作詞作曲はメンバーとの共同。ピアノでも参加。 |
| 2007年7月11日  | 木綿のハンカチーフ                                    | 草野マサムネ                                           | 筒美京平のトリビュート・アルバム『the popular music』                                                            | 編曲を担当。 |
| 2007年9月5日   | ココロゴーサイン                                      | ステンレス                                             | 5thシングル「ココロゴーサイン」、 2ndフルアルバム『Palletta』                                                    | プロデューサーとして参加。 |
| 2007年12月2日  | 僕の一番好きな人                                      | ステンレス                                             | 6thシングル「僕の一番好きな人」、 2ndフルアルバム『Palletta』                                                    | 函館クリスマスファンタジーテーマソング プロデューサーとして参加。 |
| 2007年12月2日  | ときめきボタン                                        | ステンレス                                             | 6thシングル「僕の一番好きな人」、 2ndフルアルバム『Palletta』                                                    | プロデューサーとして参加。 |
| 2008年2月6日   | さくらスローモーション                                | ステンレス                                             | 2ndフルアルバム『Palletta』                                                                                      | プロデューサーとして参加。 |
| 2008年2月6日   | milk                                                  | ステンレス                                             | 2ndフルアルバム『Palletta』                                                                                      | プロデューサーとして参加。 |
| 2008年5月21日  | たまにはこんなラブ・ソング                            | 東京60WATTS                                            | 2ndシングル「たまにはこんなラブ・ソング」                                                                        | プロデュースとアレンジを担当。 |
| 2008年5月21日  | アリガトウのウタ                                      | キジ☆ムナ                                              | 1stミニアルバム『アリガトウのウタ』                                                                              | プロデュース楽曲。 |
| 2008年7月2日   | 蛍星                                                  | 元ちとせ                                               | 10thシングル「蛍星」、 4thアルバム『カッシーニ』、 ベストアルバム『語り継ぐこと』                                | 作詞・作曲・編曲を担当。 |
| 2008年7月2日   | 泣かないで                                            | ソフテロ                                               | 2ndミニアルバム『泣かないで』                                                                                    | 映画「DIVE!!」の挿入歌 プロデュース作品。 doppiettaの第2弾リリース作品。 |
| 2008年7月9日   | バードメン                                            | ゴスペラーズ                                           | 32ndシングル「ローレライ」                                                                                       | 作詞・編曲を担当。 |
| 2008年9月17日  | 君在是好日                                            | 河口恭吾                                               | 17thシングル「ただいま」、 5thアルバム『HORIZONT meets 常田真太郎』                                              | 作詞・作曲は河口との共作、編曲も担当。 |
| 2008年10月8日  | ムスカリの花                                          | 藤井フミヤ                                             | コラボアルバム『F's KITCHEN』                                                                                    | 作詞を担当。 |
| 2008年11月12日 | セプテノーヴァ                                        | ゴスペラーズ vs 常田真太郎（from スキマスイッチ）      | ゴスペラーズの33rdシングル「Sky High/セプテノーヴァ」                                                            | 日本テレビ系『TOYOTA プレゼンツ FIFAクラブワールドカップ2008』の公式テーマソング ピアノで参加。作詞は安岡との共同。編曲も担当。                                             |
| 2008年11月12日 | サヨナラなんか言わせないで                            | キジ☆ムナ                                              | 2ndミニアルバム『kijimuna★color』                                                                                | プロデュース楽曲。 ピアノでも参加。 |
| 2008年11月5日  | 未来色プロポーズ feat.常田真太郎(from スキマスイッチ) | 河口恭吾                                               | 18thシングル「未来色プロポーズ feat.常田真太郎(from スキマスイッチ)」、 5thアルバム『HORIZONT meets 常田真太郎』 | 作詞・作曲は河口との共作、編曲・プロデュースも担当。 |
| 2008年11月5日  | 秋のエピローグ                                        | 河口恭吾                                               | 18thシングル「未来色プロポーズ feat.常田真太郎(from スキマスイッチ)」、 5thアルバム『HORIZONT meets 常田真太郎』 | 作詞・作曲は河口との共作、編曲・プロデュースも担当。 |
| 2008年11月26日 | introduction                                          | 河口恭吾                                               | 5thアルバム『HORIZONT meets 常田真太郎』                                                                         | 自身初のメジャーレーベルアーティストのアルバム全曲完全プロデュース・アレンジ。 作詞・作曲は河口との共作、編曲・プロデュースも担当。                                         |
| 2008年11月26日 | 悲しきペルソナ                                        | 河口恭吾                                               | 5thアルバム『HORIZONT meets 常田真太郎』                                                                         | 自身初のメジャーレーベルアーティストのアルバム全曲完全プロデュース・アレンジ。 作詞・作曲は河口との共作、編曲・プロデュースも担当。                                         |
| 2008年11月26日 | 首都高4号線渋滞中                                     | 河口恭吾                                               | 5thアルバム『HORIZONT meets 常田真太郎』                                                                         | 自身初のメジャーレーベルアーティストのアルバム全曲完全プロデュース・アレンジ。 作詞・作曲は河口との共作、編曲・プロデュースも担当。                                         |
| 2008年11月26日 | 白宙夢                                                | 河口恭吾                                               | 5thアルバム『HORIZONT meets 常田真太郎』                                                                         | 自身初のメジャーレーベルアーティストのアルバム全曲完全プロデュース・アレンジ。 作詞・作曲は河口との共作、編曲・プロデュースも担当。                                         |
| 2008年11月26日 | サナギの夜                                            | 河口恭吾                                               | 5thアルバム『HORIZONT meets 常田真太郎』                                                                         | 自身初のメジャーレーベルアーティストのアルバム全曲完全プロデュース・アレンジ。 作詞・作曲は河口との共作、編曲・プロデュースも担当。                                         |
| 2008年11月26日 | 秋のエピローグ (feat.Ijigen)                          | 河口恭吾                                               | 5thアルバム『HORIZONT meets 常田真太郎』                                                                         | 自身初のメジャーレーベルアーティストのアルバム全曲完全プロデュース・アレンジ。 作詞・作曲は河口との共作、編曲・プロデュースも担当。                                         |
| 2008年11月26日 | リストランテ・ラ・マーレ                              | 河口恭吾                                               | 5thアルバム『HORIZONT meets 常田真太郎』                                                                         | 自身初のメジャーレーベルアーティストのアルバム全曲完全プロデュース・アレンジ。 作詞・作曲は河口との共作、編曲・プロデュースも担当。                                         |
| 2008年11月26日 | ルー・ガルーの恋                                      | 河口恭吾                                               | 5thアルバム『HORIZONT meets 常田真太郎』                                                                         | 自身初のメジャーレーベルアーティストのアルバム全曲完全プロデュース・アレンジ。 作詞・作曲は河口との共作、編曲・プロデュースも担当。                                         |
| 2008年11月26日 | ただいま (orchestra version)                          | 河口恭吾                                               | 5thアルバム『HORIZONT meets 常田真太郎』                                                                         | 自身初のメジャーレーベルアーティストのアルバム全曲完全プロデュース・アレンジ。 作詞・作曲は河口との共作、編曲・プロデュースも担当。                                         |
| 2008年12月24日 | 幻                                                    | いきものがかり                                         | 3rdアルバム『My song Your song』                                                                                 | 編曲・サウンドプロデュースを担当、ピアノでも参加。 |
| 2009年4月22日  | 恋焦がれて見た夢                                      | 絢香                                                   | 9thシングル「夢を味方に/恋焦がれて見た夢」                                                                       | 編曲・サウンドプロデュースを担当。 |
| 2009年5月27日  | 明日へのキズナ                                        | HIMEKA                                                 | 1stシングル「明日へのキズナ」                                                                                    | テレビアニメ『戦場のヴァルキュリア』の前期オープニングテーマ 編曲・プロデュースを担当。                                                                                     |
| 2009年6月17日  | 僕らの海                                              | しおり                                                 | 4thシングル「僕らの海/二人の約束」                                                                               | プロデュース楽曲。 |
| 2009年6月24日  | ひまわり駅                                            | 峰香代子                                               | 1stシングル「ひまわり駅」                                                                                        | サウンドプロデュースを担当。 |
| 2009年7月15日  | 右胸のフェアリー                                      | 上戸彩                                                 | 5thアルバム『Happy Magic〜スマイルプロジェクト〜』                                                               | 作詞・作曲を担当。「アパマンショップ」CMソング。 歌詞は「南くんの恋人」がモチーフとなっている。                                                                             |
| 2009年7月29日  | ぎゅっとして feat. 常田真太郎(from スキマスイッチ)    | RYTHEM                                                 | 16thシングル「ぎゅっとして feat. 常田真太郎(from スキマスイッチ)」                                               | プロデュース楽曲。作詞・作曲はメンバーとの共同。編曲も担当。 |
| 2010年3月17日  | my friend my love                                     | 松本素生                                               | 1stミニアルバム『素生』                                                                                          | プロデュース楽曲。作詞・作曲は松本との共作。 |
| 2010年3月17日  | 2030                                                  | 松本素生                                               | 1stミニアルバム『素生』                                                                                          | プロデュース楽曲。作詞・作曲は松本との共同。 冬のグリコ ポッキー×スペースシャワーTVのコラボCMソング。                                                                       |
| 2010年4月7日   | カーニバる?                                           | ナオト・インティライミ                                 | 1stシングル「カーニバる?」                                                                                       | ナオト・インティライミと共同で作詞を担当。 |
| 2010年9月29日  | ありったけのLove Song                                 | ナオト・インティライミ                                 | 3rdシングル「ありったけのLove Song」                                                                             | ナオト・インティライミと共同で作詞を担当。 |
| 2010年11月24日 | つよがりソレイユ                                      | 初音                                                   | 4thシングル「つよがりソレイユ」                                                                                  | 作詞・作曲を担当。 テレビ朝日金曜ナイトドラマ『秘密』の主題歌。。 |
| 2011年1月12日  | ゼロとイチ                                            | 坂本真綾                                               | 7thアルバム『You can't catch me』                                                                                | 作詞・作曲を担当。編曲は石成正人が担当。 |
| 2011年5月11日  | 青春サンボ                                            | ナオト・インティライミ                                 | 2ndアルバム『ADVENTURE』                                                                                         | ナオト・インティライミと共同で作詞を担当。 |
| 2012年1月25日  | カスミソウ                                            | 長澤知之                                               | 5thシングル「カスミソウ」                                                                                        | 長澤との共同プロデュース楽曲。 |
| 2012年8月22日  | 轟け!青き魂                                           | 川崎華族                                               | 未音源化 | Jリーグ・川崎フロンターレの私設応援団である川崎華族のために書き下ろした川崎フロンターレの応援歌。 2012年12月6日から東急東横線武蔵小杉駅で発車メロディとして導入されている。 |
| 2012年10月3日  | エンドロール                                          | フラワーカンパニーズ                                   | 14thアルバム『ハッピーエンド』                                                                                   | プロデュース楽曲。ピアノ・オルガン・プログラミングでも参加。 |
| 2013年6月5日   | 素敵な未来                                            | アンダーグラフ                                         | 配信シングル「素敵な未来/君が君らしくいられるように」、 5thアルバム『7 + one 〜音の彩り〜』                      | プロデュース楽曲。 |
| 2013年6月26日  | エ・ネ・ト・カ・ネーション                            | トミタ栞                                               | 1stミニアルバム『トミタ栞』                                                                                      | 作詞を担当。 |
| 2014年10月1日  | メガロポリス・ラプソディー                            | ナオト・インティライミ                                 | 5thアルバム『Viva The World!』                                                                                   | 作詞・編曲を担当。 |
| 2015年1月21日  | short hopes                                           | フラワーカンパニーズ                                   | 15thアルバム『Stayin' Alive』                                                                                    | 編曲を担当。作詞は鈴木圭介、作曲はフラワーカンパニーズとの共同。 |
| 2015年7月8日   | Dan Dan Dan                                           | コアラモード                                           | 2ndシングル「Dan Dan Dan」                                                                                       | クリエイティブナビゲーターとして参加。 |
| 2016年5月15日  | ボクらの確率論                                        | Sissy                                                  | 7thシングル「ボクらの確率論」                                                                                    | プロデュース楽曲。 Sissyのデビュー8周年記念企画である8カ月連続シングルリリースの全ての曲にプロデューサーとして参加。                                                        |
| 2016年6月23日  | re:times                                              | Sissy                                                  | 8thシングル「re:times」                                                                                          | プロデュース楽曲。 Sissyのデビュー8周年記念企画である8カ月連続シングルリリースの全ての曲にプロデューサーとして参加。                                                        |
| 2016年7月24日  | SR★JG                                                 | Sissy                                                  | 9thシングル「SR★JG」                                                                                             | プロデュース楽曲。 Sissyのデビュー8周年記念企画である8カ月連続シングルリリースの全ての曲にプロデューサーとして参加。                                                        |
| 2016年8月20日  | Live goes on                                          | Sissy                                                  | 10thシングル「Live goes on」                                                                                     | プロデュース楽曲。 Sissyのデビュー8周年記念企画である8カ月連続シングルリリースの全ての曲にプロデューサーとして参加。                                                        |
| 2016年9月21日  | あいのま                                              | Sissy                                                  | 11thシングル「あいのま」                                                                                         | プロデュース楽曲。 Sissyのデビュー8周年記念企画である8カ月連続シングルリリースの全ての曲にプロデューサーとして参加。                                                        |
| 2016年10月22日 | 青星の夜に                                            | Sissy                                                  | 12thシングル「青星の夜に」                                                                                       | プロデュース楽曲。 Sissyのデビュー8周年記念企画である8カ月連続シングルリリースの全ての曲にプロデューサーとして参加。                                                        |
| 2016年11月27日 | ラブソング・フロム・リビング・エンド                  | Sissy                                                  | 13thシングル「ラブソング・フロム・リビング・エンド」                                                             | プロデュース楽曲。 Sissyのデビュー8周年記念企画である8カ月連続シングルリリースの全ての曲にプロデューサーとして参加。                                                        |
| 2016年12月7日  | 夢のありか                                            | ナオト・インティライミ                                 | 19thシングル「夢のありか」                                                                                       | ナオト・インティライミと共同で作詞を担当。 アニメ映画『モンスターストライク THE MOVIE はじまりの場所へ』主題歌。                                                            |
| 2016年12月30日 | 冬に願いを                                            | Sissy                                                  | 14thシングル「冬に願いを」                                                                                       | プロデュース楽曲。 Sissyのデビュー8周年記念企画である8カ月連続シングルリリースの全ての曲にプロデューサーとして参加。                                                        |
| 2019年6月5日   | ドラえもんのうた 40th                                 | 水田わさび、 大原めぐみ、 かかずゆみ、 木村昴、 関智一 | アルバム「テレビアニメ放送40周年記念 ドラえもん うたのコレクション」                                             | 編曲を担当。 |
| 2019年9月18日  | 大丈夫。                                              | ウソツキ                                               | 4thミニアルバム『0時2分』                                                                                        | 作詞・作曲を担当。MVにも出演している。 |
| 2020年3月18日  | 一番星、みつけたっ                                    | スピラ・スピカ                                         | 1stアルバム『ポップ・ステップ・ジャンプ!』                                                                       | 作詞・作曲・編曲を担当。 |
| 2020年12月16日 | 愛を歌う                                              | 大野雄二×常田真太郎(スキマスイッチ)×福耳               | 福耳のコラボレーションアルバム『Augusta HAND x HAND』                                                            | 作詞を担当。福耳のメンバーとしてピアノ・コーラスでも参加。 |
| 2020年12月21日 | 天才の種                                              | スキマスイッチ常田真太郎×SHISHAMO                      | 配信シングル「天才の種」                                                                                         | 宮崎朝子との共作。 2020年12月21日に開催された「おフロの恋人! LOTTE presents「中村憲剛引退セレモニー&優勝報告会」」で、中村に捧げる楽曲として発表された。                    |
| 2023年10月27日 | 香雪蘭〜好きより愛してる〜                            | 工藤静香                                               | 配信シングル「香雪蘭〜好きより愛してる〜」                                                                       | 編曲を担当。作曲は大橋卓弥が担当。 |
| 2025年5月25日  | ヤッホー！あなたとわたし                              | GAKU-MC、ISEKI、和田唱、常田真太郎、阿部真央           | [ 注釈 1 ] | GAKU-MC、ISEKIとの共作。HAKUBA ヤッホー FESTIVAL 2025で披露。披露時はピアノを担当。                                                                                         |
| 2025年7月9日   | 横恋慕                                                | 工藤静香                                               | カバーアルバム『Love Paradox』                                                                                   | 編曲を担当。中島みゆきの楽曲のカバー。 |

### 参加作品・楽曲
| 発売日/発表日  | 作品名/曲名                                                           | アーティスト名                             | 収録                                                              | 備考                                                                                       |
| -------------- | --------------------------------------------------------------------- | ------------------------------------------ | ----------------------------------------------------------------- | ------------------------------------------------------------------------------------------ |
| 1999年12月8日  | ミニアルバム『休日』 （インディーズ）                                 | 大橋卓弥                                   | -                                                                 | レコーディング・エンジニアおよびマスタリング・エンジニアとして参加。                       |
| 1999年12月8日  | 水槽                                                                  | 大橋卓弥                                   | 1stミニアルバム『休日』                                           | 大橋と共同（「Shintakuro Tokihashi」名義）でプログラミングを担当。                         |
| 1999年12月8日  | 夕凪                                                                  | 大橋卓弥                                   | 1stミニアルバム『休日』                                           | 大橋と共同（「Shintakuro Tokihashi」名義）でアレンジ・プログラミングを担当。               |
| 1999年12月8日  | woodnote                                                              | 大橋卓弥                                   | 1stミニアルバム『休日』                                           | ピアノで参加。また、大橋と共同（「Shintakuro TOkihashi」名義）でアレンジを担当。           |
| 2001年4月      | ミニアルバム『キックの鬼』 （インディーズ）                           | サンボマスター                             | -                                                                 | エンジニアとして参加。                                                                     |
| 2004年12月8日  | 明けない夜                                                            | ゆーきゃん                                 | 1stアルバム『ひかり』                                             | ピアノで参加。「しんた」として参加。                                                       |
| 2008年5月28日  | Birthday Song feat. 常田真太郎(from スキマスイッチ)                   | mihimaru GT                                | 4thアルバム『mihimarise』                                         | 鍵盤で参加。                                                                               |
| 2008年10月22日 | ハレルヤ                                                              | 元ちとせ+常田真太郎（from スキマスイッチ） | トリビュートアルバム『10th Anniversary Songs〜Tribute to COIL〜』 | COILの楽曲のカバー。全ての楽器の演奏で参加。                                               |
| 2008年11月26日 | メガロマニアックの戯言                                                | 野辺剛正                                   | 4thアルバム『野辺剛正 and The No Baby Band』                      | 野辺剛正 and The No Baby Bandのバンドメンバーとして鍵盤で参加。                            |
| 2008年11月26日 | 素晴らしき人生                                                        | 野辺剛正                                   | 4thアルバム『野辺剛正 and The No Baby Band』                      | 野辺剛正 and The No Baby Bandのバンドメンバーとして鍵盤で参加。                            |
| 2008年11月26日 | Knockin' On                                                           | 野辺剛正                                   | 4thアルバム『野辺剛正 and The No Baby Band』                      | 野辺剛正 and The No Baby Bandのバンドメンバーとして鍵盤で参加。                            |
| 2008年11月26日 | 願い                                                                  | 野辺剛正                                   | 4thアルバム『野辺剛正 and The No Baby Band』                      | 野辺剛正 and The No Baby Bandのバンドメンバーとして鍵盤で参加。                            |
| 2008年11月26日 | ダメージの詩                                                          | 野辺剛正                                   | 4thアルバム『野辺剛正 and The No Baby Band』                      | 野辺剛正 and The No Baby Bandのバンドメンバーとして鍵盤で参加。                            |
| 2008年11月26日 | Brand New Day                                                         | 野辺剛正                                   | 4thアルバム『野辺剛正 and The No Baby Band』                      | 野辺剛正 and The No Baby Bandのバンドメンバーとして鍵盤で参加。                            |
| 2010年9月29日  | 振り向かない                                                          | スガシカオ+常田真太郎(スキマスイッチ)      | トリビュートアルバム『HOME〜山崎まさよしトリビュート〜』          | 山崎まさよしの楽曲のカバー。 ピアノで参加。                                                |
| 2013年1月23日  | Cheers To Us feat. ダニエル・パウター ＆ 常田真太郎（スキマスイッチ） | TRIPLANE                                   | ベストアルバム『SINGLES 04-12』                                   | ゲストミュージシャンとしてピアノで参加。 ビルボードHOT100のシングルチャート1位を獲得した。 |
| 2014年5月22日  | 勝利の笑みを 君と                                                     | ウカスカジー                               | 配信シングル「勝利の笑みを 君と」                                 | サッカー日本代表公式応援ソング ピアノ・オルガン・シンセサイザーで参加。                    |
| 2018年11月21日 | Eyes on you                                                           | 山崎まさよし                               | 35th「 アイムホーム」                                             | ピアノ・オルガンで参加。                                                                   |

### その他
- DIVE!!の映画音楽（2008年）
  - 全編のサウンドトラックを担当。
- 槇原敬之のライブ「NORIYUKI MAKIHARA SYMPHONY ORCHESTRA CONCERT "cELEBRATION 2010" ～Sing Out Gleefully！～Supported by BEAMS」のオーケストラアレンジ（2010年）
  - 詳しくはSYMPHONY ORCHESTRA CONCERT "cELEBRATION 2010" 〜Sing Out Gleefully!〜の項を参照。
- 「2016-17 A/W  FRAPBOIS MUSIC」のプロデュース（2016年7月-）
  - 全国のFRAPBOIS shopの店内音楽をプロデュース。
- JAPAN MOBILITY SHOWステージ演出BGM（2023年10月26日-11月5日）
  - トヨタ車体のステージ演出BGMを担当[48]。

## 出演

### 雑誌連載
- スキマスイッチ常田真太郎のあいうえお論文（「風とロック」〈風とロック発行〉で2006年3月号より連載）

### TV
- みいつけた!（2012年） - コーダ 役（声優として）
- テレビ朝日『アメトーーク!』（2012年9月8日） - サッカー日本代表応援芸人として出演[21]。
- NHK『サタデースポーツ』（2013年6月15日） - コメンテーターとして出演[22]。
- DAZN『やべっちスタジアム』（2021年3月14日） - スペシャルゲストとして出演[31]。

### MV
- ウソツキ - 「大丈夫。」（2019年9月18日）
  - ミニアルバム『0時2分』収録。
  - 作詞作曲で参加した楽曲のMV。

### 映画
- 全国東宝系公開映画『ドラえもん のび太の恐竜2006』（2006年） - タイムパトロール隊員B 役（声の出演）[49]
- ケータイドラマサイトDORAMO内ドラマ『8ミリメートル』（2009年） - 患者 役
- 全国東宝系公開映画『THE LAST -NARUTO THE MOVIE-』（2014年） - 忍 役（声の出演）

### 吹き替え
- ディズニーピクサー映画2分の1の魔法（2020年） - インストラクター 役[50]

### YouTube
- Jリーグ公式チャンネル『ひらチャンねる：ひらちゃんの話し相手』（2017年12月20日）[23][51]
- REAL SPORTS『中村憲剛×常田真太郎対談』（2019年6月20,21日）[52][53]

### ナレーション
- DAZN『ReStart：中村憲剛 帰還までの301日』（2020年）

### イベント
- 「ガンダムSUPER EXPO 東京2010」（2010年8月10日-） - ガンダム30周年記念イベント。「ガンプラサポーターズ オリジナルカラーリング企画」に参加[28]。
- 「篠田元一＆常田真太郎（スキマスイッチ）によるRD-2000 試奏会/懇親会」（2017年5月31日） - キーボディストの篠田元一と共同で主催した若手キーボディストの育成プログラムイベント[33][34][35]。
- 「ぼくらの四十周年記念奏」（2017年7月7日） - 自身が主催の1977年度生まれのアーティストだけが出演するライブ。フロントマンとしてだけでなく、バックバンドである「77 cray crew」の一員としても出演[54]。
- 「ENEOS presents 第三回 野村道場 オンライン柔道教室」（2021年3月27日） - 柔道家の野村忠宏が主催する柔道教室。柔道経験のある著名人としてメッセージを寄せている[55]。
- 「DaiwaHouse presents 第六回 野村道場」（2022年8月10日） - 柔道家の野村忠宏が主催する柔道教室。スペシャルゲストとして参加[32][56]。

### その他
- 新時代eサッカーの可能性（2019年1月25日、livedoorNEWS）[19]
- INTERVIEW（2019年6月13,14,16日、REALSPORTS）[30][57][58]